# マッチェム
マッチェム（Matchem、1748年 - 1781年）は18世紀のイギリスの競走馬。18世紀の競走馬・種牡馬で、まだサラブレッドの概念が完全には確立していない時代の名馬である。父方直系子孫は現在でも残存し、エクリプス、ヘロドと並びサラブレッド三大始祖の一頭に数えられる。この3頭の中ではもっとも早く生まれた。

## 生涯
イギリスでジョン・ホームズによって生産された。成長が遅く、体高（肩までの高さ）も15.1ハンド（約153.4センチメートル、別の記述では14.3ハンド）と当時としてもあまり大きなほうではなかった。その後ウィリアム・フェニックの手に渡ったという。
マッチェムは優れた競走馬、種牡馬であったが、競走馬としてのエクリプスや、種牡馬としてのヘロドほど抜きん出た存在ではなかった。現役時代を紹介すると、当時の強豪トラヤヌスが出走していたニューマーケット競馬場の4マイル（約6442メートル）戦では、それを7分20秒の好タイムで破り、さらにトラヤヌス陣営が馬の体調が悪かったと主張すると、翌年4月の再戦でもふたたびトラヤヌスを下している。負けたレースは1756年のジョッキークラブプレート（優勝馬スペクテイター）と翌年の同競走（優勝馬ミルザ）のみで全成績は12戦10勝と伝えられ、当時のトップホースの一頭と評価されている。
その後12歳で引退すると、1781年に33歳で死亡するまで現役種牡馬として活躍し、ヘロドが登場するまでの間マッチェム系を主流血統として発展させた。後継種牡馬となったコンダクター、セントレジャーステークス優勝馬オランデーズ、オークス優勝馬テトータムなどの名馬を輩出し、1772 - 74年イギリスリーディングサイアーを獲得している。産駒は354頭が勝ち上がり、獲得賞金は合計で15万ポンドに達した。

### 主な産駒
直系子孫についてはマッチェム系を参照。
- アルフレッド（Alfred 1770年）
- コンダクター（Conductor 1767年） - 後継種牡馬
- オランデーズ（Hollandaise 1775年） - セントレジャーステークス
- テトータム（Tetotum 1777年） - オークス
- ターフ（Turf 1760年）

## 血統表
| マッチェムの血統（マッチェム系 / Spanker Mare5×4=9.38%） | マッチェムの血統（マッチェム系 / Spanker Mare5×4=9.38%） | マッチェムの血統（マッチェム系 / Spanker Mare5×4=9.38%） | （血統表の出典）     | （血統表の出典）   |
| 父 Cade 1734年 鹿毛                                      | 父の父Godolphin Arabian 1724年                           | 不明                                                     | 不明                 | 不明               |
| 父 Cade 1734年 鹿毛                                      | 父の父Godolphin Arabian 1724年                           | 不明                                                     | 不明                 |                    |
| 父 Cade 1734年 鹿毛                                      | 父の父Godolphin Arabian 1724年                           | 不明                                                     | 不明                 | 不明               |
| 父 Cade 1734年 鹿毛                                      | 父の父Godolphin Arabian 1724年                           | 不明                                                     | 不明                 |                    |
| 父 Cade 1734年 鹿毛                                      | 父の母Roxana 1718年                                      | Bald Galloway                                            | St.Victor's Barb     | St.Victor's Barb   |
| 父 Cade 1734年 鹿毛                                      | 父の母Roxana 1718年                                      | Bald Galloway                                            | Grey Whynot          |                    |
| 父 Cade 1734年 鹿毛                                      | 父の母Roxana 1718年                                      | Akaster Turk Mare                                        | Akaster Turk         | Akaster Turk       |
| 父 Cade 1734年 鹿毛                                      | 父の母Roxana 1718年                                      | Akaster Turk Mare                                        | Cream Cheeks         |                    |
| 母 Partner Mare 1735年                                   | 母の父Partner 1718年 栗毛                                | Jigg                                                     | Byerley Turk         | Byerley Turk       |
| 母 Partner Mare 1735年                                   | 母の父Partner 1718年 栗毛                                | Jigg                                                     | Spanker Mare         |                    |
| 母 Partner Mare 1735年                                   | 母の父Partner 1718年 栗毛                                | Sister One to Mixbury                                    | Curwen's Bay Barb    | Curwen's Bay Barb  |
| 母 Partner Mare 1735年                                   | 母の父Partner 1718年 栗毛                                | Sister One to Mixbury                                    | Curwen Spot Mare     |                    |
| 母 Partner Mare 1735年                                   | 母の母Brown Farewell 1710年                              | Makeless                                                 | Oglethorpe Arabian   | Oglethorpe Arabian |
| 母 Partner Mare 1735年                                   | 母の母Brown Farewell 1710年                              | Makeless                                                 | 不明                 |                    |
| 母 Partner Mare 1735年                                   | 母の母Brown Farewell 1710年                              | Brimmer Mare                                             | Brimmer              | Brimmer            |
| 母 Partner Mare 1735年                                   | 母の母Brown Farewell 1710年                              | Brimmer Mare                                             | Trumpet's Dam F-No.4 |                    |